# Proyección térmica HVOF
La proyección térmica HVOF es un procedimiento o técnica de la proyección térmica. Consiste en proyectar partículas que son fundidas en un proceso de combustión y posteriormente aceleradas en una tobera convergente-divergente logrando velocidades de los gases superiores a la velocidad del sonido. La alta energía cinética de las partículas en el momento de impacto produce recubrimientos densos y resistentes, mientras que el poco tiempo de residencia de la partícula en la llama (del orden de microsegundos) disminuye la cantidad de óxidos o efectos negativos para la composición química del material a proyectar. Existen diversos parámetros para controlar el proceso como la química de la combustión o la temperatura del sustrato. Para evitar el sobrecalentamiento del sustrato este puede ser enfriado con aire, CO2 u otros gases.
Las siglas HVOF significan: High Velocity Oxy-Fuel.